# Општина Кеверешу Маре (Тимиш)
Кеверешу Маре (рум. Chevereşu Mare; словен. Ковачи) општина је у Румунији у округу Тимиш.
Oпштина се налази на надморској висини од 98 m.